# Hape und die 7 Zwergstaaten
Hape und die 7 Zwergstaaten ist ein Reisemagazin mit Hape Kerkeling, das von VOX produziert wird.
Moderator Hape Kerkeling bereist die Zwergstaaten Europas. Dort geht er den historischen Wurzeln der Staaten auf den Grund und trifft die lokale Bevölkerung.

## Folgen
| Folge | Episodentitel | Erstausstrahlung  |
| ----- | ------------- | ----------------- |
| 1     | Malta         | 21. November 2021 |
| 2     | Liechtenstein | 28. November 2021 |
| 3     | Vatikan       | 5. Dezember 2021  |
| 4     | Monaco        | 12. Dezember 2021 |
| 5     | San Marino    | 19. Dezember 2021 |
| 6     | Andorra       | 2. Januar 2022    |
| 7     | Luxemburg     | 9. Januar 2022    |

## Trivia
Obwohl im Titel von den sieben Europäischen Zwergstaaten die Rede ist, handelt es sich bei Luxemburg genau genommen um keinen Zwergstaat, sondern vielmehr um einen Kleinstaat.